# Cross-country na Zimowych Światowych Wojskowych Igrzyskach Sportowych 2017 – sprint drużynowy mężczyzn

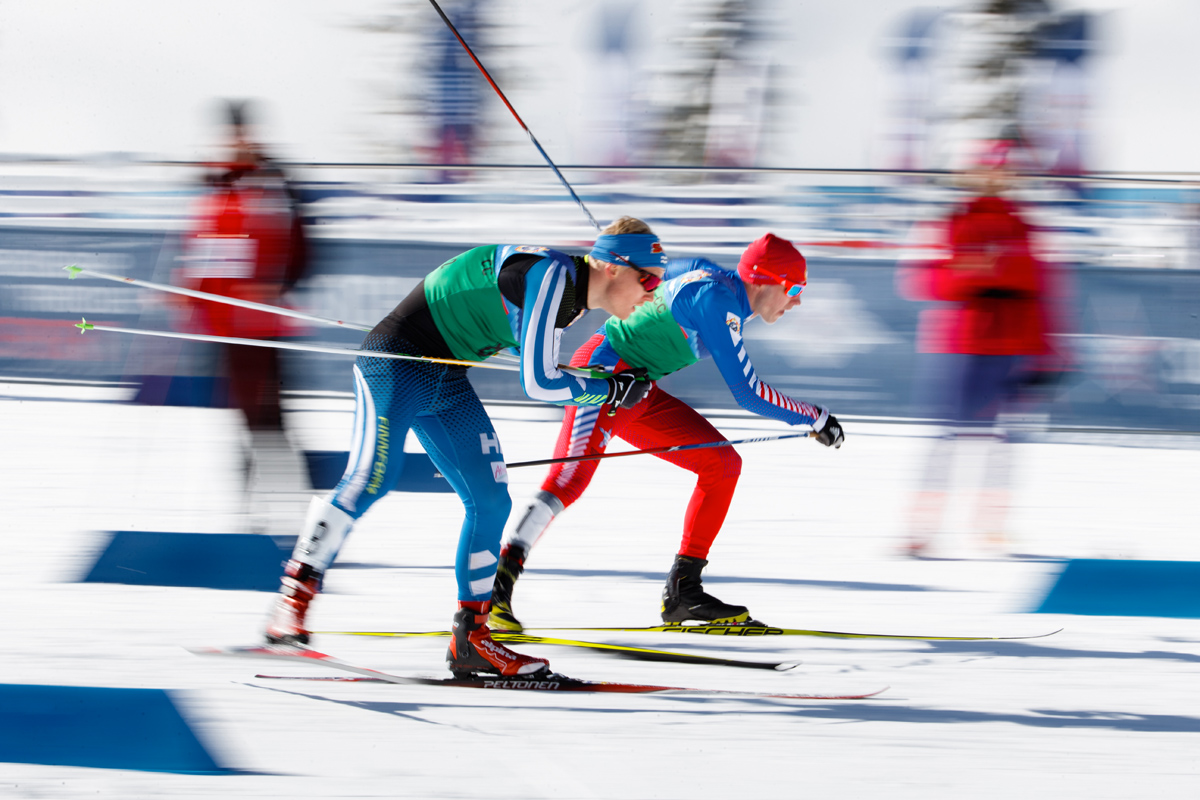
Łaura 2017. Trasa narciarsko-biathlonowa

Cross-country na 3. Zimowych Światowych Wojskowych Igrzyskach Sportowych – drużynowy sprint mężczyzn jedna z zimowych konkurencji rozgrywana podczas igrzysk wojskowych w ramach cross-country, która odbyła się w dniu 26 lutego 2017  na terenie kompleksu narciarsko-biathlonowego „Łaura” w Soczi.

## Terminarz
Konkurencja rozpoczęła się w dniu 26 lutego o godzinie 10:00 (czasu miejscowego). Bieg mężczyzn odbywał się, równolegle z narciarskim sprintem kobiet.
| Harmonogram przebiegu konkurencji | Harmonogram przebiegu konkurencji | Harmonogram przebiegu konkurencji | Harmonogram przebiegu konkurencji |
| Data                              | Godzina rozpoczęcia               | Godzina rozpoczęcia               | Wydarzenie                        |
| Data                              | (UTC+03:00)                       | CET                               | Wydarzenie                        |
| --------------------------------- | --------------------------------- | --------------------------------- | --------------------------------- |
| 26 lutego 2017(dts)               | 10:00                             | 13:00                             | Finał                             |

## Medaliści
| Złoto                         | Srebro                        | Brąz                        |
| Rosja                         | Francja                       | Finlandia                   |
| Artiom Malcew Nikołaj Moriłow | Clement Arnault Paul Goalabre | Kusti Kittilä Juho Mikkonen |